# Irerê (Londrina)
Irerê é um distrito do município de Londrina. De acordo com o Instituto Brasileiro de Geografia e Estatística (IBGE), sua população no ano de 2010 era de 2 317 habitantes.
Fundado em 1932/1933, o Distrito de Irerê está localizado onde era a antiga Fazenda Marrecas, de propriedade do engenheiro agrônomo Aristides Carvalho de Oliveira. Irerê é o nome indígena para uma ave, também conhecida como marreca. 
Foi elevado oficialmente a condição de Distrito através do Decreto-Lei nº 02 da Comarca de Londrina, em 10 de outubro de 1947, quando o prefeito de Londrina era Ari Pizzato e governador do Estado do Paraná, Moisés Lupion. O primeiro delegado do distrito foi Francisco Mesquita, e entre os pioneiros destacam-se Othon de Andrade e Terezinha Cintra de Andrade.
O distrito compreende, ainda, o Patrimônio de Taquaruna.